# Ant Farm (Gruppe)
Ant Farm war eine 1968 in San Francisco gegründete Gruppe von visionären Architekten, die zugleich Video-, Performance- und Installationskünstler waren.
Die Gründungsmitglieder waren Doug Michels, Chip Lord und Curtis Schreier. Gelegentlich arbeiteten in dieser Gruppe auch Douglas Hurr und Hudson Marquez mit. Ihre Vorbilder waren avantgardistische Architekten wie Richard Buckminster Fuller, Paolo Soleri und das britische Architektenteam Archigram.
Im Jahr 1977 wurden Arbeiten von Ant Farm auf der Documenta 6 in Kassel gezeigt.
Ant Farm löste sich 1978 auf, als ein Feuer ihr Studio am Pier 40 in San Francisco zerstörte.

## Werke
- Electronic Oasis (1969)
- Space Cowboy Meets Plastic Businessman (1969)
- House of Century (1973)
- Cadillac Ranch (1974) westlich der Stadt Amarillo in Texas an der Interstate I-40 im Verlauf der berühmten Route 66
- Media Burn (1975)
- The Eternal Frame (1975)
- The Dolphin Embassy (1977)